# Veronica Giuliani
Veronica Giuliani (Mercatello sul Metauro, 27 de desembre de 1660 - Città di Castello, 1727), va ser una religiosa italiana, de les clarisses caputxines. És venerada com a santa per l'Església Catòlica Romana.

## Biografia
Orsola Giuliani havia nascut a Mercatello sul Metauro en 1660, filla de Francesco Giuliani i Benedetta Mancini. Ja el 1677 va demanar d'ingressar al convent de clarisses caputxines de Città di Castello, on va fer els vots solemnes l'any 1678 i prengué el nom religiós de Verònica. El 1693 va tenir un dels primers episodis místics que l'acompanyarien: una visió de Crist que li demanava ésser-ne l'esposa. El 1697, el dia de Divendres Sant, va rebre els estigmes: arran d'això, fou investigada pel Sant Ofici i, mentrestant, suspesa del càrrec de mestra de novícies que tenia; l'Ofici reconeix l'autenticitat dels estigmes. Sempre es va sotmetre a la voluntat i directrius dels seus directors espirituals; la vida de la monja va tenir nombrosos episodis místics, considerats sobrenaturals al seu temps, i que autors moderns, com Tadolini i Barbagallo, han intentat explicar des d'una anàlisi psicològica.
El 1703 fou rehabilitada com a mestra de novícies; en aquesta tasca va gaudir de fama de molt prudent i, curiosament, mai no permetia que les novícies llegissin obres místiques. El 5 d'abril de 1716 fou elegida abadessa del monestir. El 25 de març de 1727 interromp el seu diari i poc després té un atac cardíac; altres de posteriors la portaran a morir el 9 de juliol.
Per indicació dels seus directors espirituals, va anar escrivint un extens i detallat diari des del 1697, que ocupa 22.000 pàgines manuscrites amb el títol Il tesoro nascosto (El tresor amagat). En ell explica les seves experiències místiques i mostra una espiritualitat purament franciscana, basada en la meditació sobre la Passió de Crist i en la penitència com a expiació dels pecats de la humanitat. Ha estat publicat pòstumament entre 1895 i 1928, en 10 volums.

## Veneració
Va morir en llaor de santedat. En morir, els metges Giovanni Francesco Bordiga i Giovanni Francesco Gentili van examinar el cadàver i van trobar que el cor era "travessat de part a part" i que a les parets dels ventrícols hi havia els senyals que la monja havia dibuixat en explicar als inquisidors els estigmes interns que deia tenir. El seu cos fou sebollit al monestir de Città de Castello, i roman incorrupte.
Fou canonitzada el 1839 per Gregori XVI, després d'haver estat beatificada el 1804 per Pius VII.

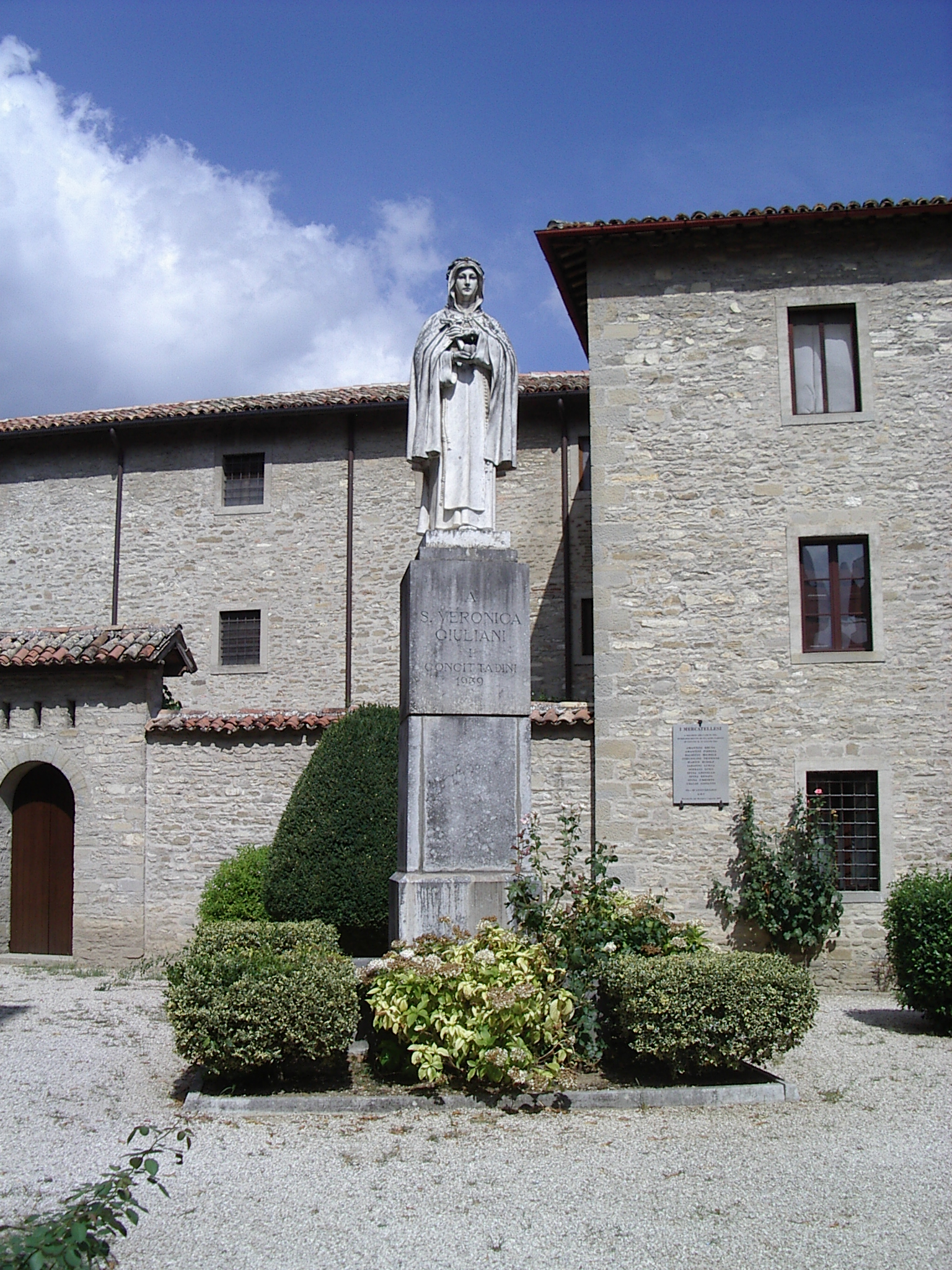
Monument a la santa a la seva vila natal
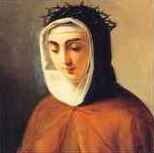
Dibuix d'un fresc amb la santa
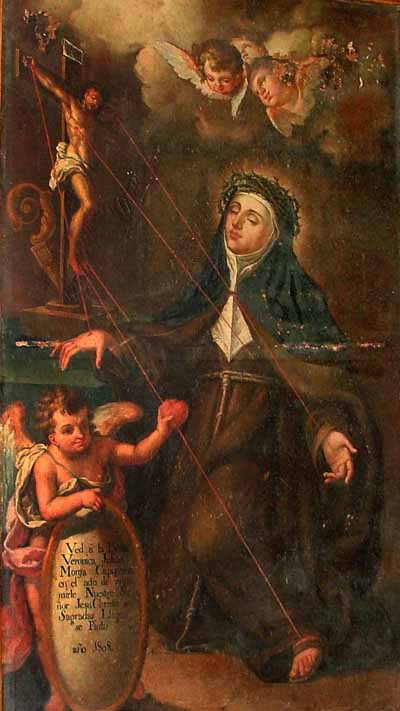
Quadre anònim, s. XVIII, amb la santa rebent els estigmes